# Мастер (група)
„Мастер“ е хевиметъл група в Москва.
Основана е от членове на „Ария“. „Мастер“ се отличава по стил от „Ария“; като групата е повлияна от „Металика“ и „Мегадет“, свири траш и спийд метъл.

## История
Групата възниква през 1987 г., след като почти целият състав на Ария отказва да работи с мениджъра Виктор Векщейн. През февруари 1987 Алик Грановский, Кирил Покровский, Андрей Болшаков и Игор Молчанов напускат Ария. Музикантите нямат права над названието „Ария“ и трябва да измислят ново име, както и да намерят вокал и още един китарист. Името „Мастер“ е измислено от барабанистът Игор Молчанов. Втори китарист става Сергей Попов, а вокалист – Александър Арзамасков. На 12 март 1987 Мастер участва на концерт в Ленинград заедно с групите Зоопарк и Союз. Следващата им изява е в ленинградския дворец на младежта. Поради много високите регистри на песни от репертоара на Ария, Арзамасков губи гласа си и напуска групата.
През лятото на 1987 вокал става Михаил Серишев. Също така е записан и първият студиен албум на групата, носещ името ѝ – Мастер. От него са продадени над милион копия, а групата отива на турне в Полша. През 1989, след успеха на втория албум „С петлей на шее“, музикантите заминават за Белгия. Там записват англоезичният албум „Empire of evil“, но той не е издаден. По-късно същият албум е издаден в Русия под названието „Talk to the devil“. През 1990 Мастер се разпада, след като Покровский и Молчанов решават да останат в Белгия. През 1992 се разболява Андрей Болшаков. Междувременно Грановский съчинява нови песни и е записан албумът „Maniac party“.
В средата на 90-те, след промени в състава, популярността на групата спада. Мастер започват да свирят по клубове, а с тях се изявява и Валерий Кипелов. С излизането на албумът „Песни мертвых“ бандата отново набира почитатели и възобновява концертната си дейност. През 1997 планират турне във Франция, но вокалът Серишев отказва и на негово място е привлечен Артур Беркут. След края на турнето Беркут, Попов и Анатолий Шендеров създават собствен проект.
Скоро Мастер се завръща в нов състав: Леонид Фомин (китара) и Олег Милованов (ударни). Връща се и Михаил Серишев, но скоро той окончателно напуска групата. Вместо него вокалист става Алексей Кравченко – Lexx. С него е записан и албумът „Лабиринт“. През януари 2001 към групата се присъединяват Алексей Страйк и Александър Карпухин. В следващите няколко години излизат още 3 албума: „33 жизни“, „Акустика“ и „По ту сторону сна“. През 2007 групата отбелязва юбилей. В юбилейния концерт участват Кипелов, Серишев, Болшаков, Покровский и други бивши членове на бандата. През 2008 Страйк и Карпухин отиват в група „Пилигрим“.
През 2010 излиза албумът „VIII“. В записите за първи път от 20 години се включва пианистът Кирил Покровский. На 4 ноември 2012 Мастер изнася юбилеен концерт по случай 25 години от създаването си. Заедно с тях на една сцена свирят „Ария“, „Черный обелиск“ и „Епидемия“. Като гост-музиканти участват и бившите членове на групата Михаил Серишев, Алексей Страйк и Олег Ховрин.
През 2017 г. Мастер празнува своя 30-годишен юбилей с голям концерт в клуб Yotaspace.

## Албуми
- Мастер – 1987
- Щит и Меч (демо) – 1987
- С Петлей на Шее – 1989
- Talk of the Devil – 1992
- Maniac Party – 1994
- Live I – 1995
- Песни Мёртвых – 1996
- Live II – 1997
- Лабиринт – 1999
- Tribute to Harley-Davidson II (заедно с Ария) – 2001
- Master – 15 Years (компилация) – 2002
- Классика 1987 – 2002 (компилация) – 2002
- Russian Rock Legends – Master (компилация) – 2002
- 33 жизни – 2004
- Акустика (Unplugged) – 2005
- По Ту Сторону Сна (заедно с Margenta) – 2006
- XX лет (XX Years) – 2008
- VIII (2010)